# Rafaâ Chtioui
Rafaâ Chtioui, né le 26 janvier 1986, est un coureur cycliste tunisien. Il a notamment remporté la Tropicale Amissa Bongo 2015.

## Biographie
En 2004, Rafaâ Chtioui remporte la médaille d'argent au championnat du monde sur route juniors (moins de 19 ans) derrière Roman Kreuziger. Un an plus tard, il termine également deuxième du championnat d'Afrique du contre-la-montre chez les élites. En 2006, il remporte une étape du Tour du Maroc et en 2007, une autre du Tour d'Égypte. En 2008, il participe à la course en ligne aux Jeux olympiques et termine 86e.
Après que Chtioui ait couru pour l'équipe continentale Doha en 2008 et 2009, il est membre de l'équipe continentale professionnelle italienne Acqua & Sapone de 2010 à 2011. Il est le premier coureur tunisien professionnel en Europe depuis Ali Neffati. En 2010, il participe à Paris-Roubaix et le termine. La même année, il est champion de Tunisie sur route et remporte la course en ligne, ainsi que le contre-la-montre aux championnats arabe sur route. Il ne réussit à remporter aucun succès en Europe pour les équipes européennes, mais remporte l'or sur le contre-la-montre individuel aux Jeux panarabes pour son pays en 2011. En 2012, il rejoint pour une saison l'équipe française Europcar. Il termine 2e de la Roue Tourangelle et 10e du Hel van het Mergelland. Il participe une nouvelle fois à Paris-Roubaix mais abandonne cette fois-ci.
Après un an sans faire partie d'une équipe cycliste internationale, il rejoint la formation Skydive Dubai en 2014, avec laquelle il remporte deux courses par étapes : la Jelajah Malaysia 2014 et la Tropicale Amissa Bongo 2015. En avril 2015, Chtioui fait la une des journaux lors du Tour de Castille-et-León qui part du Portugal. Perdu et à la recherche du peloton, il parcourt plusieurs routes de campagne sans but, sans carte, sans téléphone, sans argent et avec une connaissance très limitée du portugais. Il demande son chemin à de nombreux passants, mais ceux-ci n'ont pas pu l'aider. Ce n'est qu'à l'aide d'un smartphone emprunté qu'il accède au site internet de la course et utilise les informations qui s'y trouvent pour retrouver son chemin vers le parcours. Son équipier Francisco Mancebo commente : « Rafaâ est parfois un peu distrait ». Lors de cette saison, il remporte également les deux titres nationaux, ainsi qu'une étape du Tour du Japon et du Tour du lac Taihu.
Après sa meilleure saison, Chtioui ne figure pas du tout dans les listes de résultats UCI en 2016 et 2017. En 2018, il revient au niveau international avec l'équipe continentale bahreïnienne VIB Sports, mais sans succès notables. Après la saison 2019, il met fin à sa carrière cycliste à l'âge de 33 ans.

## Palmarès
- 2004
  - Prix des Vins Henri Valloton juniors
  -  Médaillé d'argent au championnat du monde sur route juniors
  - 2e de Sierre-Loye
- 2005
  - Prix des Vins Henri Valloton
  -  Médaillé d'argent au championnat d'Afrique du contre-la-montre
  - 2e du Tour du Pays de Gex
- 2006
  - 3e étape du Tour du Maroc
  - 2e de Bourg-Arbent-Bourg
- 2007
  -  Champion arabe du contre-la-montre
  -  Médaillé d'or du contre-la-montre aux Jeux panarabes
  - 1re étape du Tour d'Égypte
  - 1re étape du Tour des Pays de Savoie
  - 4e étape du Tour du Maroc
  - 5e étape du Tour de l'Avenir
  - 3e étape du Tour des Aéroports
  - 3e du Grand Prix de Lignac
- 2008
  - International Grand Prix Al-Khor
  - 2e de la Melaka Governor Cup
- 2009
  -  Champion arabe du contre-la-montre
  -  Champion arabe du contre-la-montre par équipes (avec Karim Jendoubi (de), Ahmed Mraihi (de) et Maher Hasnaoui)
  - 2e étape du Tour de Singkarak[3]
  - 5e étape du Tour de Serbie
- 2010
  -  Champion arabe sur route
  -  Champion arabe du contre-la-montre
  -  Champion de Tunisie sur route
- 2011
  -  Médaillé d'or du contre-la-montre aux Jeux panarabes
- 2012
  -  Médaillé d'argent au championnat d'Afrique du contre-la-montre par équipes
  - 2e de la Roue Tourangelle
  - 3e de la Ronde de l'Oise
  - 6e du championnat d'Afrique du contre-la-montre
- 2013
  -  Champion de Tunisie sur route
  -  Champion de Tunisie du contre-la-montre
  - Challenge du Prince - Trophée de l'anniversaire
  - 2e du Challenge du Prince - Trophée princier
- 2014
  -  Champion de Tunisie sur route
  - Jelajah Malaysia :
    - Classement général
    - 1re étape
- 2015
  -  Champion de Tunisie sur route
  -  Champion de Tunisie du contre-la-montre
  - Tropicale Amissa Bongo :
    - Classement général
    - 1re et 2e étapes

  - 2e étape du Tour du Japon[n 4]
  - 4e étape du Tour du lac Taihu

## Classements mondiaux
| Année           | 2006 | 2007 | 2008  | 2009 | 2010 | 2011 | 2012 | 2013 | 2014 | 2015 |
| --------------- | ---- | ---- | ----- | ---- | ---- | ---- | ---- | ---- | ---- | ---- |
| UCI Africa Tour | 69e  | 23e  | 38e   |      | 36e  |      |      | 5e   | 46e  | 4e   |
| UCI Asia Tour   |      |      | 57e   | 14e  |      |      |      |      | 51e  |      |
| UCI Europe Tour |      | 967e | 1217e | 942e | 280e | 874e | 231e |      |      |      |